# Königswelle

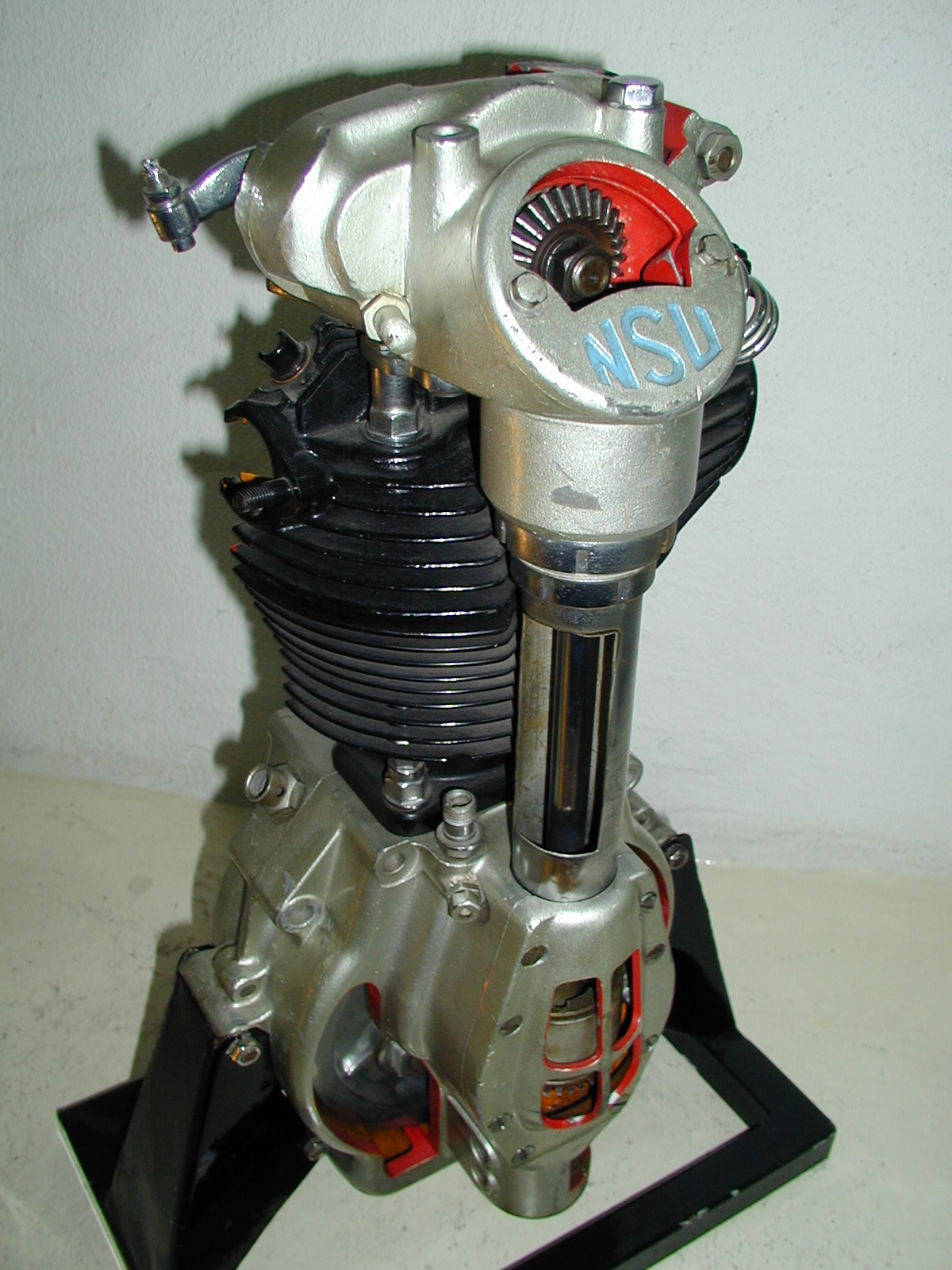
NSU-Motor mit Königswelle

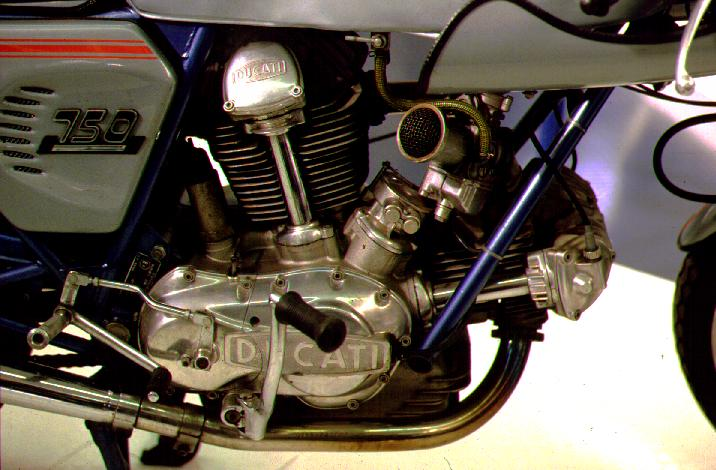
V2-Motor einer Ducati 750 cm³ mit zwei Königswellen

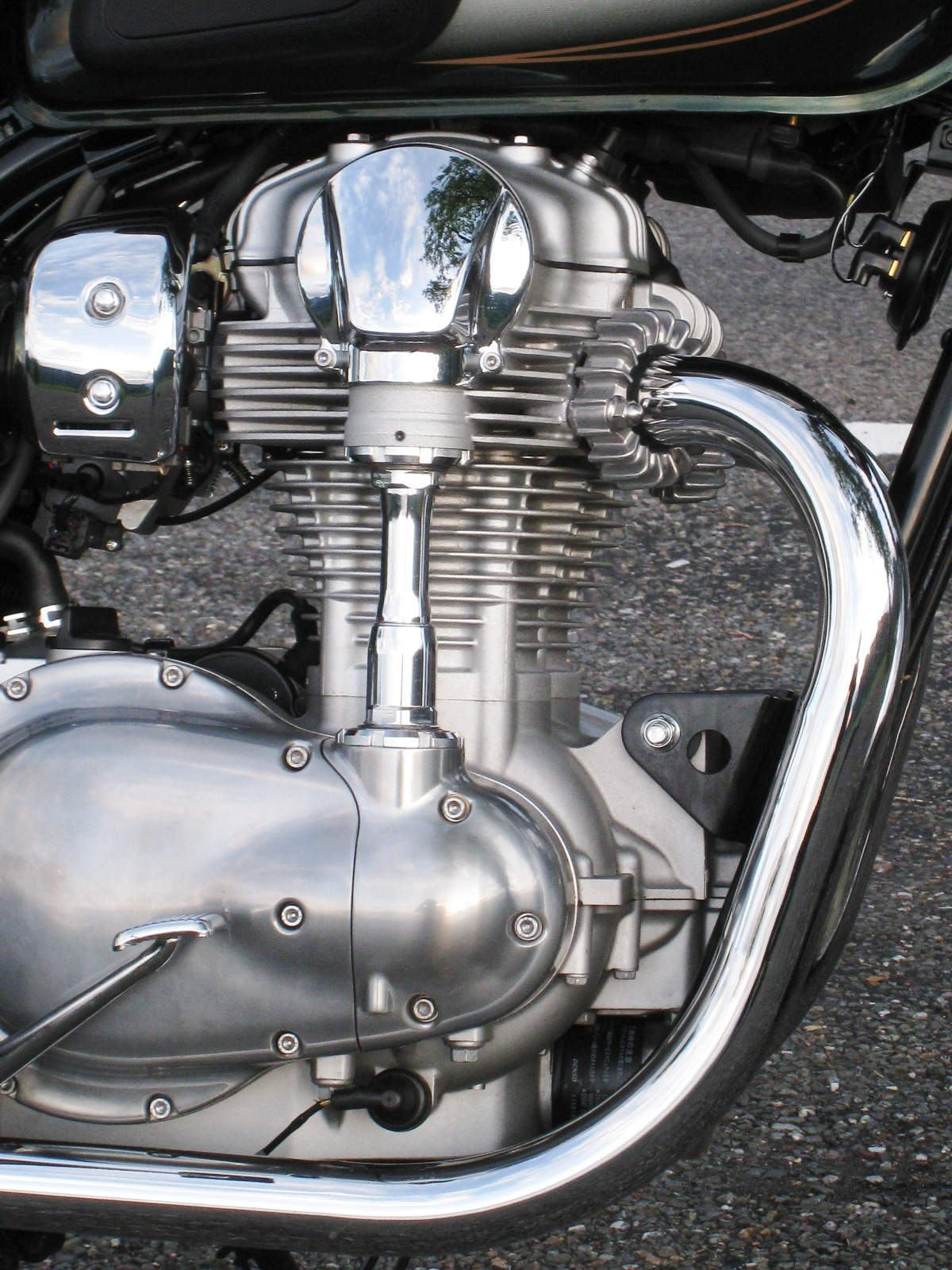
Motor einer Kawasaki W800 mit obenliegender Nockenwelle und Antrieb per Königswelle

Die Königswelle ist ein Maschinenelement. Sie hat an einem oder beiden Enden Kegel-, Kronen- oder Schraubenräder, damit sie zur antreibenden oder zur von ihr angetriebenen Welle winklig stehen kann; auch ein Schneckengetriebe kann der Kraftumlenkung dienen. Ferner bezeichnet der Begriff auch die zentrale Antriebswelle einer Maschine, die eine Drehbewegung von einem zentralen Antriebsmotor an andere Stellen der Maschine überträgt – unabhängig von den Lagebeziehungen zwischen antreibender und angetriebener Welle(n).

## Königswellen in Flugmotoren
Die mechanische Zuverlässigkeit und das geringe Gewicht im Vergleich zur Zahnradkaskade brachten der Königswelle früher eine weite Verbreitung in den Nockenwellenantrieben von Reihen- und V-Motoren, die als Flugmotor konzipiert waren. Beispiele sind der Hispano-Suiza 8 (1914), Mercedes D III (1915), BMW IIIa (1917), Napier Lion (1918), Hispano-Suiza 12 (1920), BMW VI (1925), Klimow M-100/M-105 (1935/1938), Daimler-Benz DB 600 (1935), DB 601 (1937), DB 603 (1942) und DB 605 (1941).

## Königswellen in der Kraftfahrzeugtechnik
Der Antrieb (obenliegender) Nockenwellen zur Ventilsteuerung an Viertaktmotoren wird nur selten mit Königswellen realisiert. Zwar sind diese drehzahlfest und so gut wie wartungsfrei, aber laut und vergleichsweise teuer in der Herstellung. Schraubenräder sind leiser als Kegelräder, haben aber einen schlechteren Wirkungsgrad; Schneckengetriebe wurden nur selten zur Kraftumlenkung zwischen Königswelle und Nockenwelle benutzt, so zum Beispiel bei der ersten Serie des tschechischen Motorrades  Jawa 500 OHC, Typ 15. Weitaus häufiger werden zum Nockenwellenantrieb Zahnriemen oder Steuerketten verwendet.
In der Sowjetunion wurde Ende der 1930er Jahre der Dieselmotor W-2 entwickelt, der im Panzer T-34 und seinen Nachfolgern weite Verbreitung fand. Dieser V-Motor mit vier Ventilen je Zylinder hat zwei Königswellen für den Antrieb der insgesamt vier Nockenwellen (DOHC-Ventilsteuerung). Die Grundkonstruktion wird noch heute (2013) im Motor W-92 S2 des Panzers T-90 eingesetzt.
Vom März 1974 bis Oktober 1993 war die Königswelle als „Begriff des technischen Sprachgebrauchs“ für die normgerechte Benennung Zwischenwelle in der DIN-Norm 6260, Teil 3 „Verbrennungsmotoren; Teile für Hubkolbenmotoren; Motorsteuerung, Begriffe“ aufgeführt und für die Zwischenwelle die Erklärung festgelegt: Welle zur Überbrückung des Abstandes Kurbelwelle-Nockenwelle. Diese nationale Norm wurde im November 1993 durch die international harmonisierte Norm DIN ISO 7967-3 ersetzt, in ihr fehlt der Begriff ganz.
Selten sind Konstruktionen von Viertaktmotoren mit Nockenwellen, die die Position einer üblichen Königswelle einnehmen und zum Beispiel über Kulissenscheiben („Nockenscheiben“) (Chater-Lea) und Hebel die Ventile betätigen. Solche Konstruktionen werden oft – fachlich unkorrekt – als Königswelle mit montierter Nocke, als Steuerscheibe oder Tellernocken bezeichnet.

### Anwendung in Pkw
Bereits vor dem Ersten Weltkrieg gab es Automobile mit Königswellenantrieb der Nockenwelle wie zum Beispiel den Nesselsdorf S 4 (16/20 HP) von 1906. In den 1920er und 1930er Jahren war die aufwendige Konstruktion in Oberklasse-, aber auch Sport- und Kleinwagen vertreten: Steiger 10/50 PS (1918), Lancia Lambda (1921), Audi Typ M (1923), Austro-Daimler ADM II (1923), Bugatti Type 35 (1924), Mercedes Typ 630 (1924), Fiat 509 (1925), Tatra 17 (1925), Mercedes S/SS/SSK (1926), Horch 303 (1926), Morris Minor (1928), Alta 1100 (1931), MG J-Type (1932), Horch 850 (1935), Audi 920 (1938) und dem Crosley CC/CD (1946/1949).
Porsche setzte den unter der internen Bezeichnung Typ 547 entwickelten „Fuhrmann-Motor“ mit vier Königswellen und 1,5 Litern Hubraum ab 1954 im Porsche 550/1500 RS ein. Mit 2 Litern Hubraum wurde die Konstruktion 1963 noch im Porsche 904 verwendet.

### Anwendung in Motorrädern
Häufig war der Einsatz in Motorradmotoren, etwa von Norton, Nimbus und Ducati, bei letzterer in Kombination mit einer Zwangssteuerung der Ventile; dabei werden die Ventile nicht durch Ventilfedern geschlossen, sondern über einen nockengesteuerten Betätigungshebel. Auch in den BMW-RS Rennmotorrädern gab es Boxermotoren mit Königswellen. Einige der wenigen aktuellen Beispiele sind die Zweizylindermotoren der Kawasaki W650 oder Kawasaki W800. 
→Siehe auch Motosacoche und Chater-Lea.

## Königswellen im Werkzeugmaschinenbau
Ältere Bearbeitungsmaschinen (in der Fertigungstechnik) und Sondermaschinen (Maschinen für Automatisierungsaufgaben) folgen einem Maschinenkonzept, das eine Königswelle als zentrale Antriebswelle durch die ganze Maschine hindurch vorsieht.
Durch mehrere Abtriebe entlang dieser Königswelle werden verschiedene Maschinenteile angetrieben. Insbesondere bei Automatisierungsmaschinen werden dort spezielle Getriebe, wie Kurven- oder Kurbelgetriebe angebaut, die die für die jeweilige Aufgabe benötigte Einzelbewegung erzeugen. Eine Eigenschaft dieses Maschinenkonzeptes ist, dass alle Bewegungen fest gekoppelt mit dem Hauptantrieb laufen. Das bedeutet, dass für jede Winkelstellung der Königswelle beschrieben ist, in welcher Stellung die einzelnen Elemente stehen. So lässt sich ein Einrichtbetrieb an einer Maschine zum Beispiel durch eine Handkurbel an der Königswelle realisieren. Daher sind Automatisierungsmaschinen nach diesem Maschinenkonzept auch wenig flexibel, da Änderungen der Fertigung sehr oft mit Änderungen der Abtriebe an der Königswelle einhergehen.
Mehrspindel-Drehautomaten sind ein klassischer Einsatzfall solcher Antriebe. Auf ihnen werden zum Beispiel große Serien von Drehteilen für die Massenproduktion von Fahrzeuggetriebe-Gangrädern hergestellt.
Konstruktiv ist eine Maschine mit Königswelle eine besondere Herausforderung, weil viele kinematische Randbedingungen beachtet werden müssen. Auch die Montage der Maschine selbst erfordert besondere Kenntnisse, weil dafür gewöhnlich viele zeitraubende Einstell- und Abstimmaufgaben anfallen.
Die Königswelle mit mehreren Abtrieben wurde daher fast vollständig durch die Rechnersteuerung (CNC) mit Schritt- oder Servomotoren ersetzt. Einfache Bewegungen, die keine besonderen dynamischen Anforderungen erfüllen müssen, werden durch Pneumatik- oder Hydraulikzylinder ausgeführt.
Bei Maschinen, in denen jedes Bewegungselement mit einem eigenen dieser Antriebe ausgestattet ist, sind die Bewegungen nicht mechanisch gekoppelt, sondern werden meist durch eine speicherprogrammierbare elektronische Steuerung (SPS) koordiniert. Dadurch werden diese Maschinen in ihrer Verwendung flexibler und auch viele Einstell- und Abstimmaufgaben werden einfacher.

## Königswelle in Mühlen
In historischen Wind- und Wassermühlen überträgt die Königswelle die Leistung vom Antrieb (Windflügelrad oder Wasserrad) zu den Mahlwerken und übernimmt damit die zentrale Kraftübertragung von der Erzeugung zum Verbrauch. Die Königswellen wurden durch Seiltriebe verdrängt.
- Schemazeichnung einer Wassermühle:
1: Wasserrad
2: Antriebswelle
3: Kammrad
4: Kronenrad
5: Königswelle

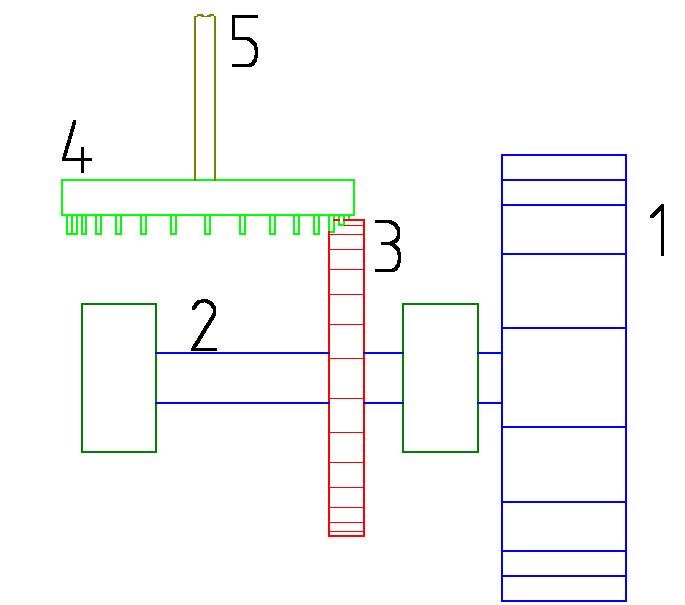
Schemazeichnung einer Wassermühle: 1: Wasserrad 2: Antriebswelle 3: Kammrad 4: Kronenrad 5: Königswelle
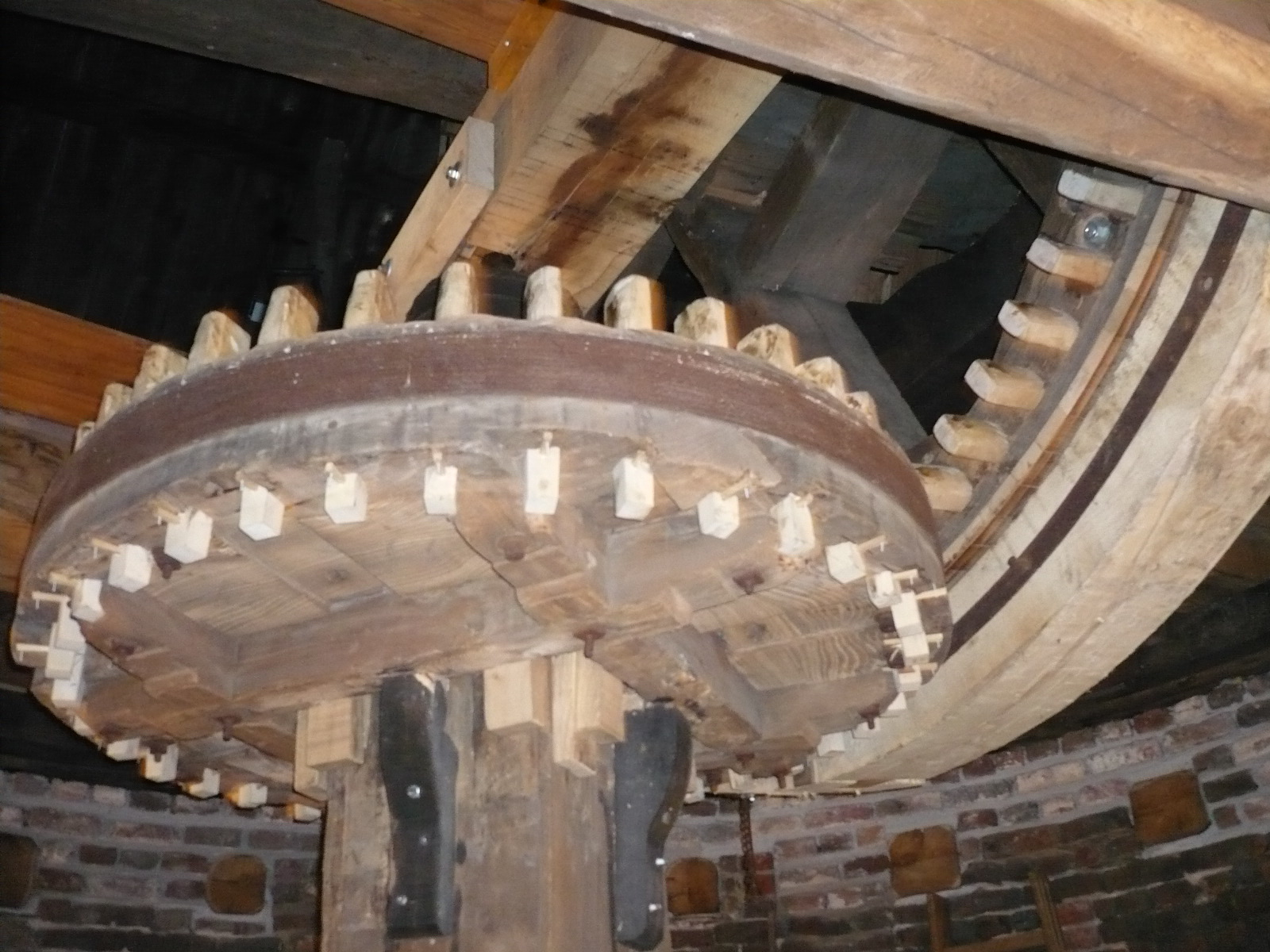
Kronradgetriebe in einer Windmühle zur Übertragung des Drehmomentes von der Flügelwelle auf die vertikale Königswelle
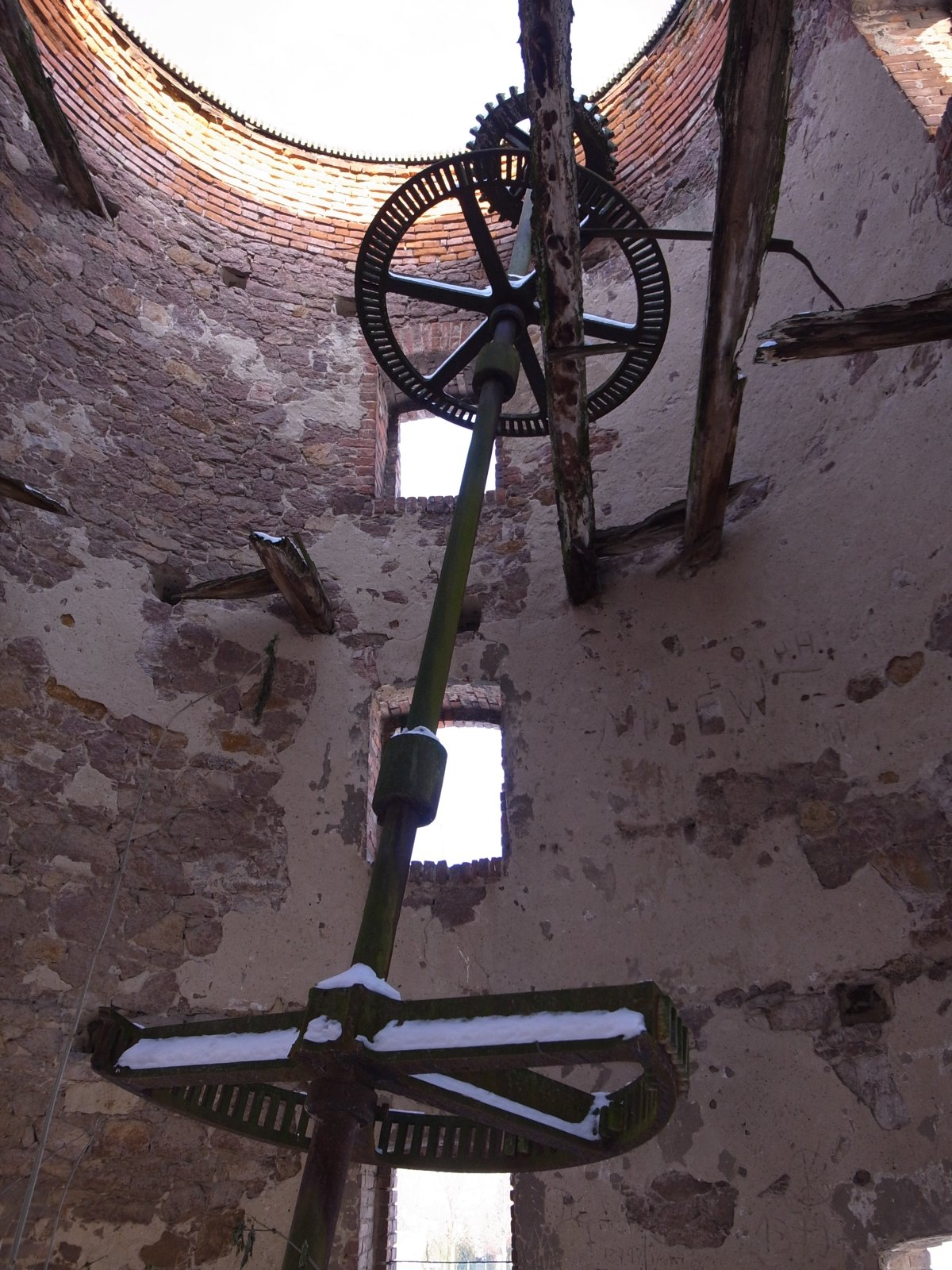
Königswelle in einer Holländerwindmühle